# Bruskowo Wielkie
Bruskowo Wielkie (Duits: Groß Brüskow) is een plaats in het Poolse district  Słupski, woiwodschap Pommeren. De plaats maakt deel uit van de gemeente Słupsk en telt 341 inwoners.